# Emma Sinclair
Pour les articles homonymes, voir Sinclair.
Emma Sinclair est une femme d'affaires, entrepreneure et journaliste britannique.

## Biographie
Emma Sinclair est née dans le Middlesex et partage son temps entre New York et Londres.

### Formation
Elle étudie le français, l'italien et l'espagnol à l'Université de Leeds et obtient un Bachelor of arts en langues modernes en 1998. Elle raconte s'être intéressée très tôt à la finance et avoir payé ses études en achetant et revendant des actions.
Après l'université, Emma Sinclair suit une formation supérieure en banque d'investissement chez Rothschild & Co. 

### Carrière
En 2004, Emma Sinclair co-fonde la société d'investissement immobilier Mission Capital qu'elle introduit en bourse sur l'Alternative Investment Market, devenant ainsi, à 29 ans, la plus jeune personne au Royaume-Uni, et peut-être au monde, à introduire une société en bourse,. En 2008, elle est éjectée de la société et perd son recours devant la Haute Cour pour obtenir sa réintégration comme directrice exécutive,. 
Emma Sinclair fonde ensuite la société de gestion de parking Target Parking qui fournit une série de services aux parkings britanniques. En 2014, elle cofonde avec son frère James Sinclair et dirige la société de technologie EnterpriseJungle, renommée EnterpriseAlumni (en) en 2017.
En 2012, Emma Sinclair est une des six femmes choisies pour lancer la chronique commerciale bihebdomadaire Wonder Woman du Daily Telegraph,. Depuis, elle écrit également pour The Guardian, Financial Times et The Wall Street Journal et commente les affaires, l'entrepreneuriat, la politique, la diversité et l'innovation sur Sunrise, ITN, ITV, Channel 4 et Channel 5.
En décembre 2016, elle se rend à Delhi avec la Première ministre Teresa May, James Dyson et l'entrepreneur Karan Bilimoria pour rencontrer le Premier ministre indien Narendra Modi afin de promouvoir de meilleures relations entre le Royaume-Uni et l'Inde.
Elle est une des 13 des «Top female founders» du Royaume-Uni à participer à la mission commerciale SVC2UK Female Founders in Tech dans la Silicon Valley dont le but est de promouvoir les opportunités entre le Royaume-Uni et les États-Unis. 

### Engagement social
En octobre 2014, Emma Sinclair devient la première mentor de Building Young Futures, un partenariat entre l'UNICEF et la banque Barclays qui vise à développer les compétences, notamment commerciales, des jeunes défavorisés dans les pays en développement. À ce titre, elle participe à des ateliers de formation et propose des conseils personnalisés aux entreprises locales. Elle devient ensuite conseillère de l'UNICEF Royaume-Uni pour les affaires et l'innovation. Elle conçoit leur premier financement participatif destiné à déployer des laboratoires d'innovation dans les camps de réfugiés.
En 2022, en réponse à la crise des réfugiés ukrainiens, elle réunit un consortium, RefuAid, de plus de 200 entreprises qui vont apporter leur aide en matière de formation, d'apprentissage de la langue, de soutien financier et d'accès à l'emploi aux réfugiés,.  

## Distinctions
Ordre de l'Empire britannique à titre civil. En 2016, Emma Sinclair est décorée de l'Ordre de l'Empire britannique pour ses services à l'entrepreneuriat.
La même année, elle est nommée pour la médaille UCL/Business Reporter de l'entreprenariat.
En 2022, Computer Weekly la classe parmi les cinquante femmes les plus influentes dans le secteur des technologies au Royaume Uni.
La même année, elle est sur la liste européenne Inspiring Fifty des femmes excellant dans les domaines technologiques.